# Qaḑā' Irḩāb
Qaḑā' Irḩāb (arabiska: قضاء ارحاب) är en kommun i Jordanien.   Den ligger i guvernementet Mafraq, i den norra delen av landet, 40 km norr om huvudstaden Amman.